# Karl Alm
Karl Alm (4 de janeiro de 1919 - 23 de novembro de 1944) foi um oficial alemão que serviu na Heer durante a Segunda Guerra Mundial. Foi condecorado com a Cruz de Cavaleiro da Cruz de Ferro.